# Cristoforo Buondelmonti
Pour les articles homonymes, voir Buondelmonti (homonymie).
Cristoforo Buondelmonti, né vers 1380 à Florence et mort vers 1430, est un homme d'Église florentin qui a voyagé pendant plus d'une décennie dans le monde grec byzantin, notamment dans les îles de la mer Égée et qui a élaboré plusieurs ouvrages géographiques à leur sujet.
Il était aussi intéressé par la civilisation grecque de l'Antiquité, encore assez peu connue en Europe occidentale à cette époque, Aristote mis à part.

## Biographie

### Origines familiales et formation
Issu des Buondelmonti, une famille aristocratique de la république de Florence, éteinte depuis le XVIIIe siècle, il entre dans les ordres et devient moine.

### Le voyageur
Il quitte Florence en 1414 pour Rhodes, alors centre de l'ordre de Saint-Jean de Jérusalem, l'ordre militaire des Hospitaliers (futur ordre de Malte).
Il séjourne ensuite dans la région de la mer Égée dont il parcourt les îles. Il est un temps au service des ducs de Naxos Giacomo Ier et Giovanni II, mais on ne sait pas à quel titre. Il visite aussi Constantinople en 1422.
Il profite de ce long séjour pour apprendre le grec.

### Le géographe et l'amateur d'antiquités
Influencé par la Géographie de Ptolémée, il effectue un travail de géographe et de cartographe des îles grecques.
Il recherche et acquiert aussi des manuscrits anciens comme celui des Hieroglyphica d'Horapollon qui, transmis à Florence, suscite un grand intérêt en occident.
Chose plus rare, il s'intéresse aux ruines antiques qu'il décrit à la fois de visu et à partir de sources antiques. Il s'intéresse particulièrement à l'île de Délos, qu'il décrit en détail, et où il essaie aussi de redresser une statue ancienne d'Apollon, le Colosse des Naxiens,.
On perd sa trace après 1430 et il est possible qu'il soit mort peu après cette date.

## Postérité
Son Liber insularum a eu des imitateurs, auteurs d'ouvrages appelés Insularium(« Insulaire »), notamment celui du géographe allemand installé à Florence Henricus Martellus Germanus (1440-1496).

## Œuvres
- Descriptio insulae Cretae (« Description de l'île de Crète »), 1417
- Liber insularum Archipelagi (« Livre des îles de l'archipel », c'est-à-dire des îles de la mer Égée), 1420. Cet ouvrage est dédié au cardinal Giordano Orsini (lire en ligne sur Gallica).
- Nomina virorum illustrium (« Noms des hommes illustres »), commandé par le roi de Chypre Janus de Lusignan (1375-1432).

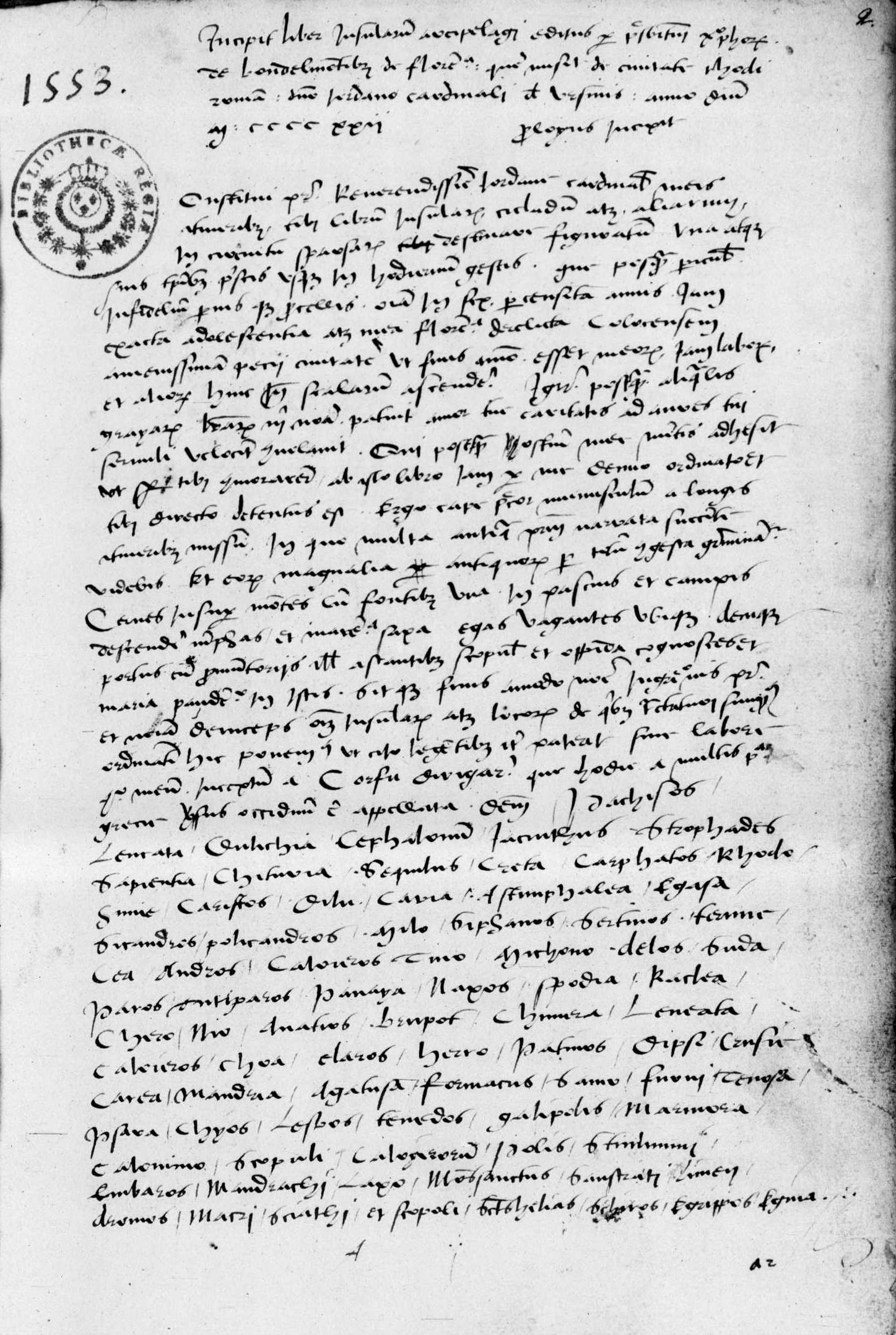
Liber insularum Archipelagi, manuscrit du XVIe siècle, Paris, BNF, Fonds latin.